# Sagittaire graminoïde
Sagittaria graminea
Espèce
Synonymes
- Diphorea graminea (Michx.) Raf.[2]
- Sagitta graminea (Michx.) Nieuwl.[2]
- Sagittaria acutifolia Pursh[2]
- Sagittaria cycloptera (J.G.Sm.) C.Mohr[2]
- Sagittaria eatonii J.G.Sm.[2]
- Sagittaria graminea var. cycloptera J.G.Sm.[2]
- Sagittaria purshii Rich. ex Kunth[2]
- Sagittaria sagittifolia var. simplex Hook.[2]

Statut de conservation UICN

 LC  : Préoccupation mineure
La Sagittaire graminoïde, Sagittaria graminea, est une espèce de plantes à fleurs de la famille des Alismataceae. C'est une plante aquatique originaire de l'est de l'Amérique du Nord. Il est connu de toutes les provinces canadiennes, de l'Ontario à Terre-Neuve, et de tous les États américains des Grandes Plaines à l'Atlantique, en passant par le Colorado, le Nouveau-Mexique et Cuba . Elle est considérée comme naturalisé dans l'État de Washington et au Vietnam,.
La Sagittaire graminoïde pousse dans les zones humides telles que les marais et les berges des rivières et des lacs. C'est une plante herbacée vivace jusqu'à 100 cm de haut avec des feuilles longues linéaires ressemblant à de l'herbe,.

## Liste des sous-espèces
Selon Catalogue of Life (19 novembre 2020), World Checklist of Selected Plant Families (WCSP) (19 novembre 2020) et NCBI (19 novembre 2020) :
- Sagittaria graminea subsp. graminea
- Sagittaria graminea subsp. weatherbiana (Fernald) R.R.Haynes & Hellq. (1996)